# Azagaia
Azagaia ou zagaia, é uma lança curta e delgada e usada como arma de arremesso por povos ou indivíduos caçadores.Também pode ser usada como ferramenta de pesca.

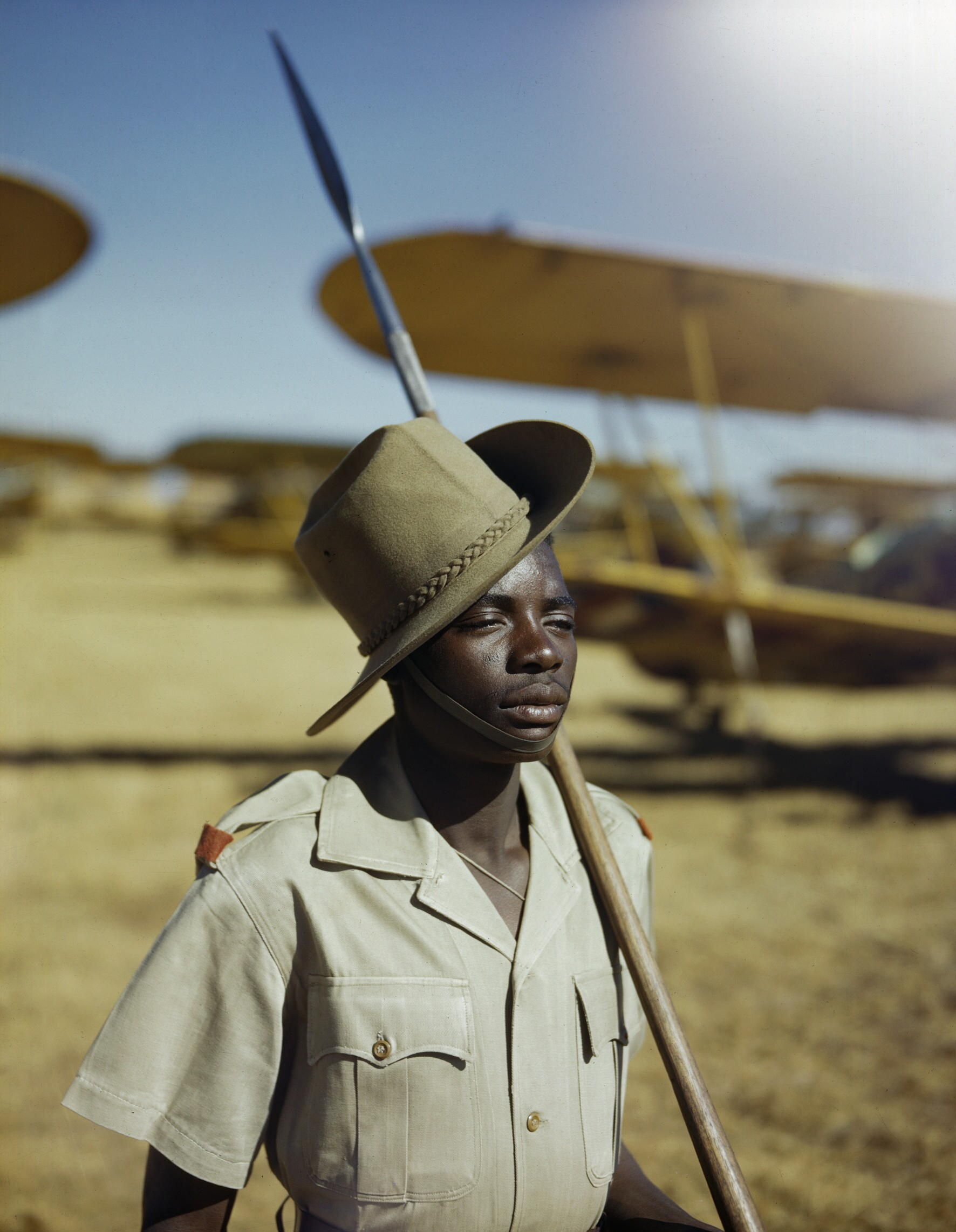
Um Askari patrulhando uma escola de aviação dos Aliados em Waterkloof, Pretória, África do Sul. (Janeiro de 1943)

## Feitio
Trata-se duma lança de arremesso que tem cerca de um metro e meio a 170 centímetros de comprimento, dos quais, a ponta mede 30 centímetros.
Além da pértiga, que é a vara estreita que compõe a haste ou fusta da azagaia, conta com uma ponta de chifre de animal ou em ferro, que tanto pode resumir-se a um simples esporão perfurante ou espigar-se com farpas ou apresentar uma ponta cortante.

## Etimologia e uso do termo
O termo azagaia, também grafado zagaia, chega ao português por via do árabe (az-zagaia) e este, por seu turno, do bérbere (zaġāya).
Isto fica-se a dever a motivos históricos, a azagaia clássica bérbere foi posteriormente empregue pelos arábes. Mais tarde, tê-la-ão trazido para a Península Ibérica, por ocasião das invasões muçulmanas da Península Ibérica. Com efeito, os almogávares tinham como panóplia típica duas azagaias e uma espada curta.
O termo azagaia, em sentido amplo, acabou por empregar-se para caracterizar um ror de lanças de arremesso rudimentares, usadas quer por culturas pré-históricas europeias, quer por povos africanos, como sendo as tribos xosa e nguni da África do Sul, que têm as suas próprias variedades características de azagaia.

## História

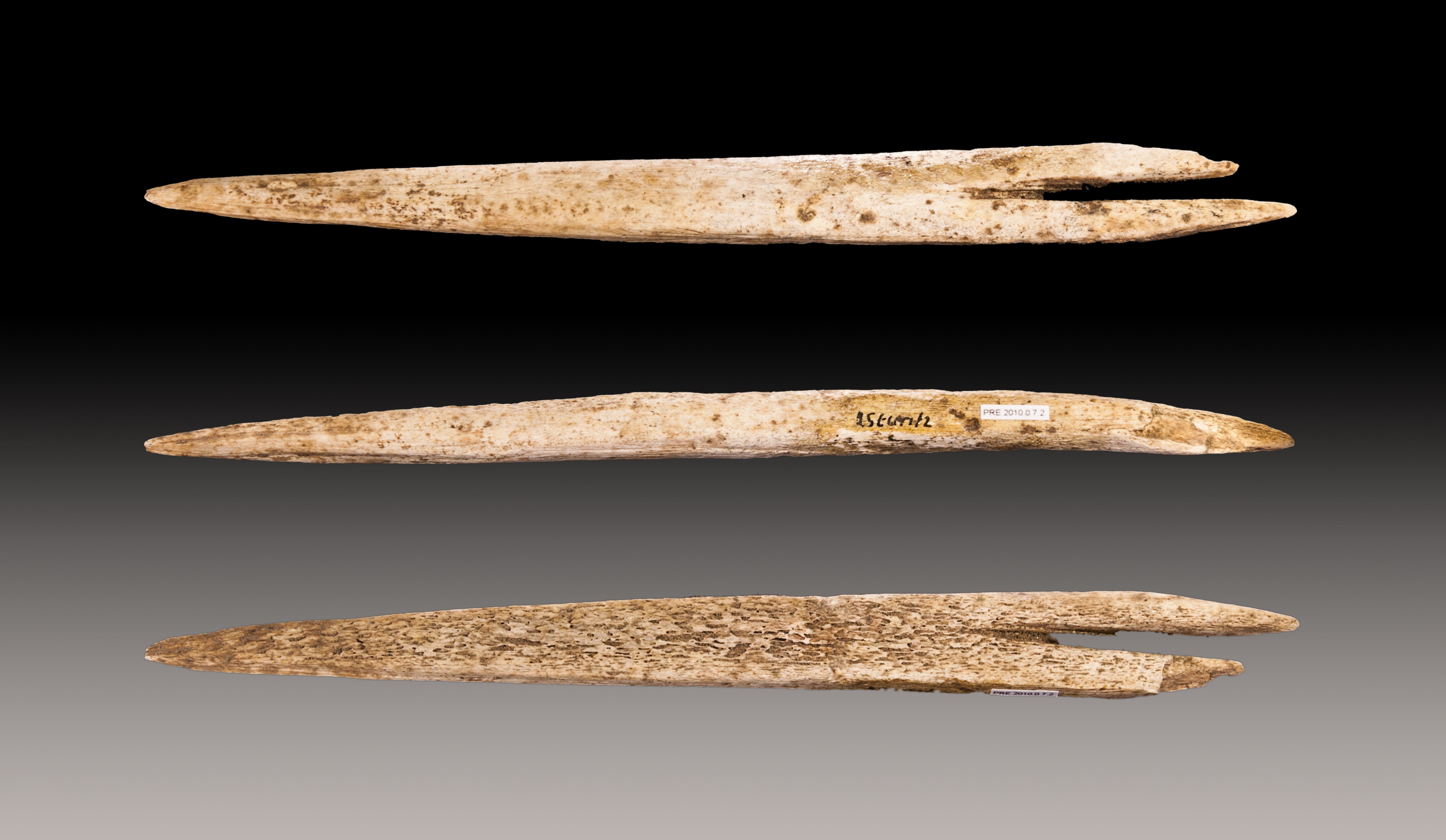
Azagaia de base fendida do tipo Magdaleniano

Os primeiros registos relativos à produção de azagaias datam da fase final do Paleolítico e correspondem às azagaias do tipo "Magdaleniano". Naquela altura a parte perfurante da azagaia era constituída por uma ponta de osso ou de chifre de animal. Tal como outros tipos de projécteis pré-históricos, a azagaia era utilizada em combinação com mecanismos arremessadores ou propulsores que permitiam a quem a lançasse maximizar a potência e o alcance.
A riqueza destes registos permitiu aos arqueólogos identificar diversos tipos desta arma primitiva, com base nos diferentes trabalhos e feitios da ponta, que foram surgindo ao longo dos diferentes períodos históricos.
- Aurignaciano: azagaias de ponta fendida ou losangular;
- Gravetiano: azagaias de ponta biselada e azagaias fusiformes;
- Solutriano: azagaias com a zona central aplanada (também as havendo biseladas e fusiformes);
- Magdaleniano: a par das já referidas, aparecem ainda as azagaias com ranhuras (provavelmente para incrustar micrólitos), azagaias de ponta bifurcada e azagaias profusamente decoradas.

Este tipo de arma praticamente desapareceu da Europa durante a Idade do Bronze, quando as armas de combate à queima-roupa, neste caso concreto, a lança propriamente dita se começou a distanciar e diferenciar da lança de arremesso. Um exemplo de azagaia europeia tardia poderá  ser a frama germânica, descrita por César na obra De Bello Gallico.
Em África, por seu turno, a azagaia sobreviveu à Idade do Ferro, adquirindo uma ponta metálica, de folha relativamente pronunciada, continuando em uso em populações saarianas e subsaarianas.

## Botânica
É também o nome de uma árvore sul-africana (Curtisia dentata) cuja madeira era apropriada para a construção dessas armas.